# Zuid-Brabants

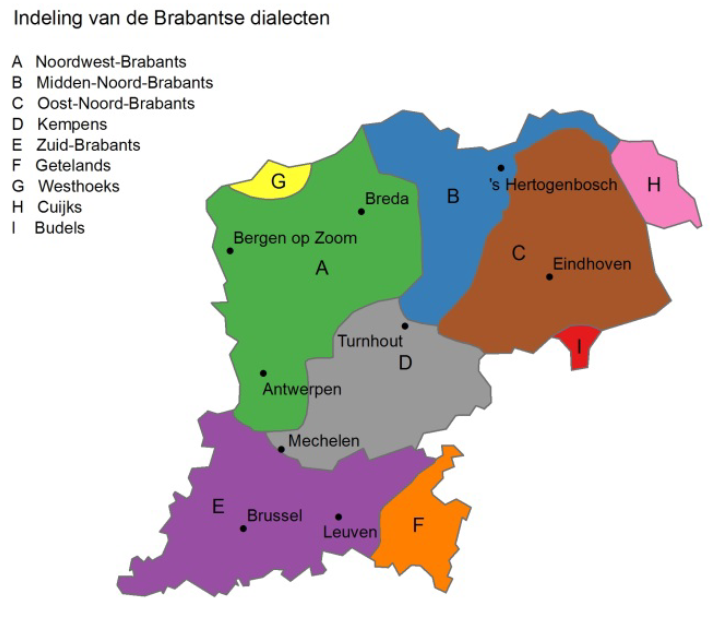
Kaart van de subdialecten van het Brabants

Het Zuid-Brabants, ook wel Vlaams-Brabants genoemd, is een onderverdeling van de Brabantse dialectgroep, die voornamelijk in Vlaams-Brabant, het Brussels Hoofdstedelijk Gewest, het zuidwesten van de provincie Antwerpen en in de regio van de stad Aalst gesproken wordt. Het is een van de hoofdverdelingen die de Stichting Brabantse Dialecten hanteert.
Het Zuid-Brabants is onder te verdelen in het Kleinbrabants (in het noordwesten van Vlaams-Brabant, het zuidwesten van Antwerpen en een aanpalend gebied in Oost-Vlaanderen), het Pajots (in het westen van Vlaams-Brabant en een paar plaatsen in Oost-Vlaanderen; ook het Brussels wordt hiertoe gerekend), het Centraal-Zuid-Brabants (in het midden van Vlaams-Brabant, met Halle en Vilvoorde als westelijkste plaatsen) en het Hagelands (in Leuven en omgeving; zie ook Leuvens). Het Getelands, dat men in Tienen e.o. spreekt, behoort niet tot het Zuid-Brabants maar vormt een aparte groep.
De Zuid-Brabantse dialecten zijn in de twintigste eeuw sterk in hun voortbestaan bedreigd geraakt. Het Brussels wordt al sinds de negentiende eeuw sterk verdrongen door het Frans, dat ook in het Hoofdstedelijk Gewest en de Vlaamse Rand daaromheen geleidelijk aan in belang toenam. Elders in het Zuid-Brabantse taalgebied hebben sinds de jaren zestig het Algemeen Nederlands en het Verkavelingsvlaams de plaats van de traditionele dialecten grotendeels ingenomen. Vooral in de steden zijn er veel initiatieven om het dialect in stand te houden; op het platteland gebeurt dit in veel mindere mate.
Jo Daan noemt in haar indeling van de Nederlandse en Vlaamse dialecten alle Brabantse dialecten gesproken in België "Zuid-Brabants". (Zie Belgisch-Brabants)

## Kenmerken
Het beschreven gebied was vanouds de kern van het Brabantse taalgebied. Veel van de Brabantse eigenaardigheden zijn vermoedelijk hier voor het eerst opgetreden, waarna ze door de prestigieuze steden Brussel en Leuven naar elders verplaatst werden (Brabantse expansie). De tweeklanken ij en ui, klinken in veel Zuid-Brabantse dialecten extreem wijd: de ij kan soms tot oi worden (Leuvens, Aalsters), de ui klinkt vaak zelfs als een oei (Brussels en Leuvens). Ook opmerkelijk is de verre sluiting van de Nederlandse aa: water klinkt hier soms als wooter (Leuvens, Aalsters) of zelfs woeter (Brussels). Dit verschijnsel treedt echter lang niet overal op; de uitspraak van de lange aa is bij Brabantse dialectsprekers een geliefd sjibbolet.